# Джонсон, Уильям (колониальный чиновник)
Уильям Джонсон, 1-й баронет (ок. 1715 — 11 июля 1774), — британский военный и представитель колониальной администрации Британской империи в Северной Америке. По национальности был ирландцем. Проводил миролюбивую, но грабительскую политику по отношению к индейцам.

## Биография
В молодости Джонсон, католик, который ради карьеры перешёл в протестантство, отправился через океан в Нью-Йорк, чтобы управлять недвижимостью, которую купил его дядя, адмирал Питер Уоррен. Собственность на эти земли принадлежала мохокам, одному из шести племён Конфедерации ирокезов, находившихся в союзе с англичанами. Джонсон быстро приспособился к обычаям мохоков и ирокезов, будучи вскоре назначен британским агентом у ирокезов. Около 1742 года мохоки приняли его в племя как почётного сахема и дали ему имя Варрагхиявей, означающее, как они объяснили, «человек, который говорит великие речи» Он исполнял свои обязанности так хорошо, что в 1756 году был назначен главным представителем короны у индейцев всех британских колоний в Северной Америке (без Южной Каролины и Джорджии).
В течение всего периода своей деятельности в качестве официального британского представителя у ирокезов Джонсон умело сочетал дипломатию с частными делами, ввиду чего ему удалось приобрести десятки тысяч акров индейских земель, что сделало его очень богатым человеком. К концу жизни его земельные владения составляли порядка 690 км². На территории его владений была построена укреплённая усадьба — Джонсон-Холл, — в которой после 1760 года проводились все переговоры с местными индейцами.
Когда в 1754 году осложнились отношения с Францией, губернатор Нью-Йорка созвал делегатов от колоний на Олбанский конгресс, и Джонсон стал делегатом от провинции Нью-Йорк. Он стал членом комитета, который разработал «Олбанский план» объединения колоний.
Во время Франко-индейской войны (1754—1763), которая являлась американским театром европейской Семилетней войны, Джонсон — назначенный после её начала генерал-майором — командовал объединёнными силами колониального ополчения и ирокезов. Роль, сыгранная им осенью 1755 года в незначительном, но победном сражении на озере Джордж, привела к пожалованию ему титула баронета, и после взятия у французов в 1759 году форта Ниагара в Великобритании его приветствовали как героя.
Он служил в качестве представителя короны у индейцев с 1756 до своей смерти в 1774 году и за всё это время заботился как о своих собственных интересах, так и о том, чтобы ирокезы оставались верными союзниками Великобритании. Он организовал подписание Ниагарских договоров между короной и 24 коренными нациями.